# 朝天岩须
朝天岩须（学名：Cassiope palpebrata）为杜鹃花科岩须属下的一个种。

## 扩展阅读
- 維基物種上的相關：朝天岩须